# Меркаторова проекция
Меркаторовата проекция е цилиндрична картографска проекция, предложена от фламандския картограф Герардус Меркатор през 1569 г. Тя се превръща в стандартна картографска проекция за морски цели, заради способността си да представлява линии на постоянен курс, известни като локсодроми като прави сегменти, които държат ъглите с меридианите. Въпреки че линейната скала е равна във всички посоки около всяка точка, като по този начин запазва ъглите и формите на малки предмети, Меркаторовата проекция изкривява размера на предметите с увеличаване ширината от екватора до полюсите, където мащабът става безкраен. Така, например, земи като Гренландия и Антарктида изглеждат много по-големи, отколкото са в действителност по отношение на земни маси в близост до екватора, като Централна Африка.

## Характеристики
- цилиндрична
- конформна
- паралелите са неравномерно разположени прави линии, сгъстени към екватора; секат меридианите под прав ъгъл
- меридианите са равномерно разположени прави линии
- мащабът е верен по дължината на екватора или при двата равноотдалечени от екватора стандартни паралела (при секантен вариант на проекцията)
- локсодромите са прави линии
- перспективата не се запазва
- полюсите са в безкрайността; големи изкривявания на площите при полюсите
- употреба в навигацията

Проекцията обвива с цилиндър референтния елипсоид (земната сфера) и проектира земната повърхнина конформно (запазвайки ъглите) върху цилиндъра. Възможна е секантна вариация на проекцията при която цилиндъра не се допира до елипсоида, а го сече в два стандартни паралела.

## История
Проекцията е използвана за пръв път от Герардус Меркатор в картата му „Nova et Aucta Orbis Terrae Descriptio ad Usum Navigantium Emendate Accommodata“ (Ново уголемено описание на Земята с корекции за навигационна употреба), издадена през 1569 г. Описанието на проекцията е дадено в каре, покриващо Северна Америка.

## Употреба
Както при всички картографски проекции, формата и големината са нарушения на реалното оформление на земната повърхност. Меркаторовата проекция увеличава земи, далеч от екватора. Например:
- Гренландия изглежда по-голяма от Африка, когато в действителност площта на Африка е 14 пъти по-голяма, а Гренландия е сравнима по площ с Алжир. Африка също изглежда приблизително същия размер като Европа, когато в действителност Африка е почти 3 пъти по-голяма.
- Аляска заема толкова площ на картата, колкото Бразилия, но площта на Бразилия е почти пет пъти по-голям от тази на Аляска.
- Финландия изглежда с по-голямо северюжно протежение от Индия, въпреки че Индия е по-голяма.
- Антарктида изглежда като най-големият континент (и би била безкрайно голяма на пълна карта), въпреки че тя всъщност е петият по големина континент.

Първата детайлна карта на чужда планета е издадена от USGS през 1972 г. в М1:25 000 000 и изобразява Марс в Меркаторова проекция.

## Българска геодезическа система 2005 (БГС 2005)
Българска геодезическа система 2005 (БГС 2005) въвежда цилиндрична меркаторова проекция за официални нужди в България. Приета е с Постановление на Министерски съвет № 153 от 29 юли 2010 г. за „Въвеждане на „Българска геодезическа система 2005”.
Изоставя се коничната проекция по предходната БГС 2000, която използва Ламбертова конформна конична проекция и я заменя с цилиндрична проекция. С Наредба № 2 от 2010 г., която детайлизира постановлението, се въвежда Универсална напречна цилиндрична проекция на Меркатор (Universal Transverse Mercator - UTM), и въведената чрез нея система от правоъгълни равнинни координати проекция, която е универсална и глобална.
БГС 2005 синхронизира българската официална координатната система с европейската система ETRS89, реализация ETRF2000, епоха 2005.

## Трансформация[1]

### За сфероид
Координати от сферична геодезическа референтна система (датум) може да се трансформират към Декартови координати в Меркаторова проекция със следните формули:

| {\displaystyle x=R\left(\lambda -\lambda _{0}\right)} | \| \| \| \| \| \| \| \| | (1.1) |
|                                                       |                         |       |
|                                                       |                         |       |

| {\displaystyle y=R\ln \tan \left(\pi /4+\varphi /2\right)} | \| \| \| \| \| \| \| \| | (1.2) |
|                                                            |                         |       |
|                                                            |                         |       |
или

| {\displaystyle y=\left(R/2\right)\left[\ln \left(\left(1+\sin \varphi \right)/\left(1-\sin \varphi \right)\right)\right]} | \| \| \| \| \| \| \| \| | (1.2a) |
| |                         |        |
| |                         |        |
където
{\displaystyle R} – е радиусът на сферата
{\displaystyle \lambda ,\varphi } – са дадени в радиани
Формули за {\displaystyle \lambda ,\varphi } в градуси:

| {\displaystyle x=\pi R\left(\lambda ^{\circ }-\lambda _{0}^{\circ }\right)/180^{\circ }} | \| \| \| \| \| \| \| \| | (1.1a) |
|                                                                                          |                         |        |
|                                                                                          |                         |        |

| {\displaystyle y=R\ln \tan \left(45^{\circ }+\varphi ^{\circ }/2\right)} | \| \| \| \| \| \| \| \| | (1.2b) |
|                                                                          |                         |        |
|                                                                          |                         |        |

### За сфероид, обратна
Декартови координати в Меркаторова проекция може да се трансформират към сферична геодезическа референтна система (датум) със следните формули (в радиани):

| {\displaystyle \varphi =\pi /2-2\arctan \left(e^{\left(-y/R\right)}\right)} | \| \| \| \| \| \| \| \| | (2.1) |
|                                                                             |                         |       |
|                                                                             |                         |       |
или

| {\displaystyle \varphi =\arctan \left[\sinh \left(y/R\right)\right]} | \| \| \| \| \| \| \| \| | (2.1a) |
|                                                                      |                         |        |
|                                                                      |                         |        |

| {\displaystyle \lambda =x/R+\lambda _{0}} | \| \| \| \| \| \| \| \| | (2.2) |
|                                           |                         |       |
|                                           |                         |       |
където
{\displaystyle e} – е Неперовото число

### За елипсоид
| {\displaystyle x=a\left(\lambda -\lambda _{0}\right)} | \| \| \| \| \| \| \| \| | (3.1) |
|                                                       |                         |       |
|                                                       |                         |       |

| {\displaystyle y=a\ln \left[\tan \left(\pi /4+\varphi /2\right)\left({\frac {1-e\sin \varphi }{1+e\sin \varphi }}\right)^{\left(e/2\right)}\right]} | \| \| \| \| \| \| \| \| | (3.2) |
| |                         |       |
| |                         |       |
или

| {\displaystyle y=\left(a/2\right)\ln \left[\left({\frac {1+\sin \varphi }{1-\sin \varphi }}\right)\left({\frac {1-e\sin \varphi }{1+e\sin \varphi }}\right)^{e}\right]} | \| \| \| \| \| \| \| \| | (3.2a) |
| |                         |        |
| |                         |        |
където
{\displaystyle a} – е екваториалния радиус на елипсоида
{\displaystyle e} – е неговия ексцентрицитет

### За елипсоид, обратна
| {\displaystyle \varphi =\pi /2-2\arctan \left\{t\left[\left(1-e\sin \varphi \right)/\left(1+e\sin \varphi \right)\right]^{\left(e/2\right)}\right\}} | \| \| \| \| \| \| \| \| | (4.1) |
| |                         |       |
| |                         |       |
където

| {\displaystyle t=e^{\left(-y/a\right)}} | \| \| \| \| \| \| \| \| | (4.2) |
|                                         |                         |       |
|                                         |                         |       |
{\displaystyle e} – е Неперовото число
за начално {\displaystyle \varphi } се ползва

| {\displaystyle \varphi =\pi /2-2\arctan t} | \| \| \| \| \| \| \| \| | (4.3) |
|                                            |                         |       |
|                                            |                         |       |
За изчисляването на ур. 4.1 се използва сходящ итеративен алгоритъм: Изчислява се {\displaystyle t} по ур. 4.2. След това, използвайки начално {\displaystyle \varphi } от ур. 4.3 за дясната част на ур. 4.1, се изчислява {\displaystyle \varphi } вляво. Изчисленото {\displaystyle \varphi } се замества вдясно и калкулацията на ур. 4.1 се повтаря. Итеративният алгоритъм приключва когато изчисленото {\displaystyle \varphi } при текущата и предишната стъпка са еднакви.

| {\displaystyle \lambda =x/a+\lambda _{0}} | \| \| \| \| \| \| \| \| | (4.4) |
|                                           |                         |       |
|                                           |                         |       |